# Hulagathur Estate, Sakleshpur
Hulagathur Estate là một làng thuộc tehsil Sakleshpur, huyện Hassan, bang Karnataka, Ấn Độ.